# Stadsbrand van Sint-Niklaas
Op 25 mei 1690 vond de stadsbrand van Sint-Niklaas plaats. Strikt genomen is het geen stadsbrand, aangezien Sint-Niklaas pas in 1804 stadsrechten kreeg. De brand verwoestte nagenoeg het hele dorp.

## Brand
De brand brak uit om 10 uur 's morgens in de jeneverstokerij van Jan Rogier in de Kalkstraat, ten oosten van de Grote Markt. Het vuur verspreidde zich geleidelijk over de hele dorpskern. De toren van de Sint-Nicolaaskerk werd vernield door overslaande vonken.
De schade was groot. In totaal waren 565 huizen afgebrand. Slechts een handvol huizen waarvan het dak niet met stro was bedekt maar met leien, zoals het Castrohof, het Parochiehuis en het Landhuis, overleefden de brand. Ook een oliemolen in de Nieuwstraat bleef gespaard. Drie mensen overleefden de brand niet.

## Heropbouw
Door slechte omstandigheden, waaronder economische problemen en de Spaanse Successieoorlog, ging de heropbouw traag van start. Pas na de Vrede van Utrecht in 1713 vorderden de bouwwerken veel sneller.
Aan de noordoostelijke kant van de Grote Markt was er ondertussen al een nieuwe straat verschenen, de Patersdreef (de huidige Collegestraat), om het klooster van de minderbroeders-recolletten te bereiken, waarvan de kerk dienst deed als parochiekerk in afwachting van de herstelling van de Sint-Nicolaaskerk.
De nieuwe huizen werden in steen opgetrokken en sommige ervan kregen een barok uiterlijk. Ook de straten werden heraangelegd. De heropbouw zorgde uiteindelijk voor een economische bloeiperiode voor de rest van de achttiende eeuw, met onder meer beginnende industrialisatie.